# Listă de regi ai Norvegiei

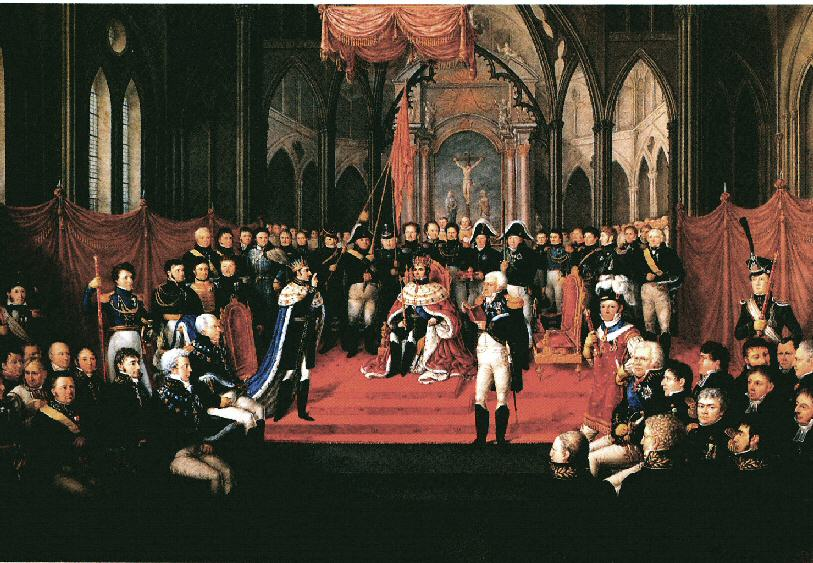
Încoronarea lui Carol al XIV-lea Ioan al Suediei în Catedrala Nidaros 1818

Articolul conține o listă a conducătorilor Norvegiei până în prezent. Aceasta include:
- Regatul Norvegiei (cu Insulele Feroe)
- Regatul Norvegiei (cu Islanda, Groenlanda și Insulele Feroe 1262-1814)
  - Uniunea Suediei și Norvegiei (1319-1343)
  - Uniunea Danmarcei și Norvegiei (1380-1396)

- Uniunea de la Kalmar (1397-1536)
  - Regatele unite ale Danemarcei, Norvegiei și Suediei (1397-1523)
  - Regatele unite ale Danemarcei și Norvegiei (1523-1536)

- Regatul Danemarcei și Norvegiei, cu Islanda, Groenlanda și Insulele Feroe (1536-1814)

- Uniunea Regatului Suediei și Regatului Norvegiei (1814-1905)

- Regatul Norvegiei (din 1905 până în prezent)

Regii vikingi timpurii sunt listați cu numele întâlnit cel mai des în istoriografie cu numele norvegian trecut în aldin).
De notat că înaintea legii de succesiune la tron din 1163, moștenirea tronului era o problemă ce putea degenera în conflicte acute. Era un lucru comun ca frații să împartă tronul.

## Regatul Norvegiei ( ca 890-1319)
De notat că datele timpurii sunt tradiționale și de precizie îndoielnică
Regii dinastiei Hårfagre (Păr Frumos): 
- Harald Păr-Frumos Harald Hårfagre : c. 872-c. 930
- Eirik Secure-Însângerată Eirik Blodøks : c. 930-934
- Håkon cel Bun Håkon den Gode : 934-961
- Harald Gråfell : 961-976
- Haakon Jarl Håkon Jarl : 976-995
- Olaf Tryggvason : 995-1000
- Svein Barbă-Despicată Svein Tjugeskjegg : 1000-1015
- Olaf Haraldsson, Sfântul Olav Sankt Olav / Olav den Hellige : 1015-1028
- Knut cel Mare Knut den Mektige : 1028-1035
- Magnus cel Bun Magnus den Gode : 1035-1047
- Harald Hardråde: 1046-1066
- Magnus Haraldsson : 1066-1069
- Olaf cel pașnic Olaf Kyrre : 1067-1093
- Håkon Magnusson : 1093-1094
- Magnus Picioare-Goale Magnus Berføtt : 1093-1103
- Olaf Magnusson: 1103-1115
- Øystein Magnusson : 1103-1123
- Sigurd Cruciatul Sigurd Jorsalfar: 1103-1130
- Magnus cel Orb Magnus Blinde: 1130-1135
- Harald Gille : 1130-1136
  - Sigurd Slembe : 1135-1139, rege rival
- Sigurd Munn : 1136-1155
- Øystein Haraldsson : 1142(/1136)-1157
- Inge Spinare-Încovoiată Inge Krokrygg: 1136-1161
- Magnus Haraldsson al Norvegiei 1135 – 1145
- Håkon Herdebrei : 1157-1162
- Magnus Erlingsson : 1161-1184
  - Sigurd Markusfostre : 1162-1163, rege rival
  - Eystein Meyla : 1174-1177, rege rival
- Sverre Sigurdsson : 1177-1202
  - Jon Kuvlung : 1185-1188, rege rival
  - Sigurd Magnusson : 1193-1194, rege rival
  - Inge Magnusson : 1196-1202, rege rival
- Håkon Sverreson : 1202-1204
- Guttorm Sigurdsson : 1204
- Inge Bårdsson : 1204-1217
  - Erling Zid-de-Piatră Erling Steinvegg: 1204-1207, rege rival
  - Filippus Simonsson : 1207-1217, rival king
- Håkon al IV-lea Håkonsson : 1217-1263
  - Skule Bårdsson : 1239-1240, rege rival
- Magnus Îndreptătorul-de-Lagi Magnus Lagabøte: 1263-1280
- Eirik Magnusson : 1280-1299
- Håkon al V-lea Magnusson : 1299-1319

## Uniunea Suediei și Norvegiei (1319-1343/63)
- Magnus Eriksson: 1319-1343
- Håkon al VI-lea Magnusson : 1343-1380

## Uniunea Danemarcei și Norvegiei (1380-1396)
- Olav al IV-lea Håkonsson: 1380-1387

## Uniunea de la Kalmar (1397-1536)
- Denmarca, Norvegia și Suedia (1397-1523)
  - Margaret I (Margrete I): 1387-1389
  - Eric al III-lea (cunoscut și ca Eric de Pomerania): 1389-1442
  - Christopher al Bavariei: 1442-1448
  - Carl I al Norvegiei (Karl Knutsson Bonde): 1449-1450 - uniune cu Suedia
  - Cristian I: 1450-1481
  - Hans: 1481-1513
  - Cristian al II-lea: 1513-1523

- Danemarca și Norvegia (1523-1814)
  - Frederick I: 1523-1533
  - Cristian al III-lea: 1534-1559
  - Frederick al II-lea: 1559-1588
  - Cristian al IV-lea: 1588-1648
  - Frederick al III-lea: 1648-1670
  - Cristian al V-lea: 1670-1699
  - Frederick al IV-lea: 1699-1730
  - Cristian al VI-lea: 1730-1746
  - Frederick al V-lea: 1746-1766
  - Cristian al VII-lea: 1766-1808
  - Frederick al VI-lea: 1808-1814

## Adunarea constituțională de laEidsvoll(1814)
- Christian Frederik: 1814

## Uniunea Suediei și Norvegiei (1814-1905)
- Carol al II-lea: 1814-1818
- Carol al III-lea: 1818-1844
- Oscar I : 1844-1859
- Carol al IV-lea: 1859-1872
- Oscar al II-lea: 1872-1905

## Regatul Norvegiei (1905până în prezent)
- Haakon al VII-lea: 1905-1957
- Olav al V-lea: 1957-1991
- Harald al V-lea: 1991-prezent